# Nông nghiệp Tajikistan

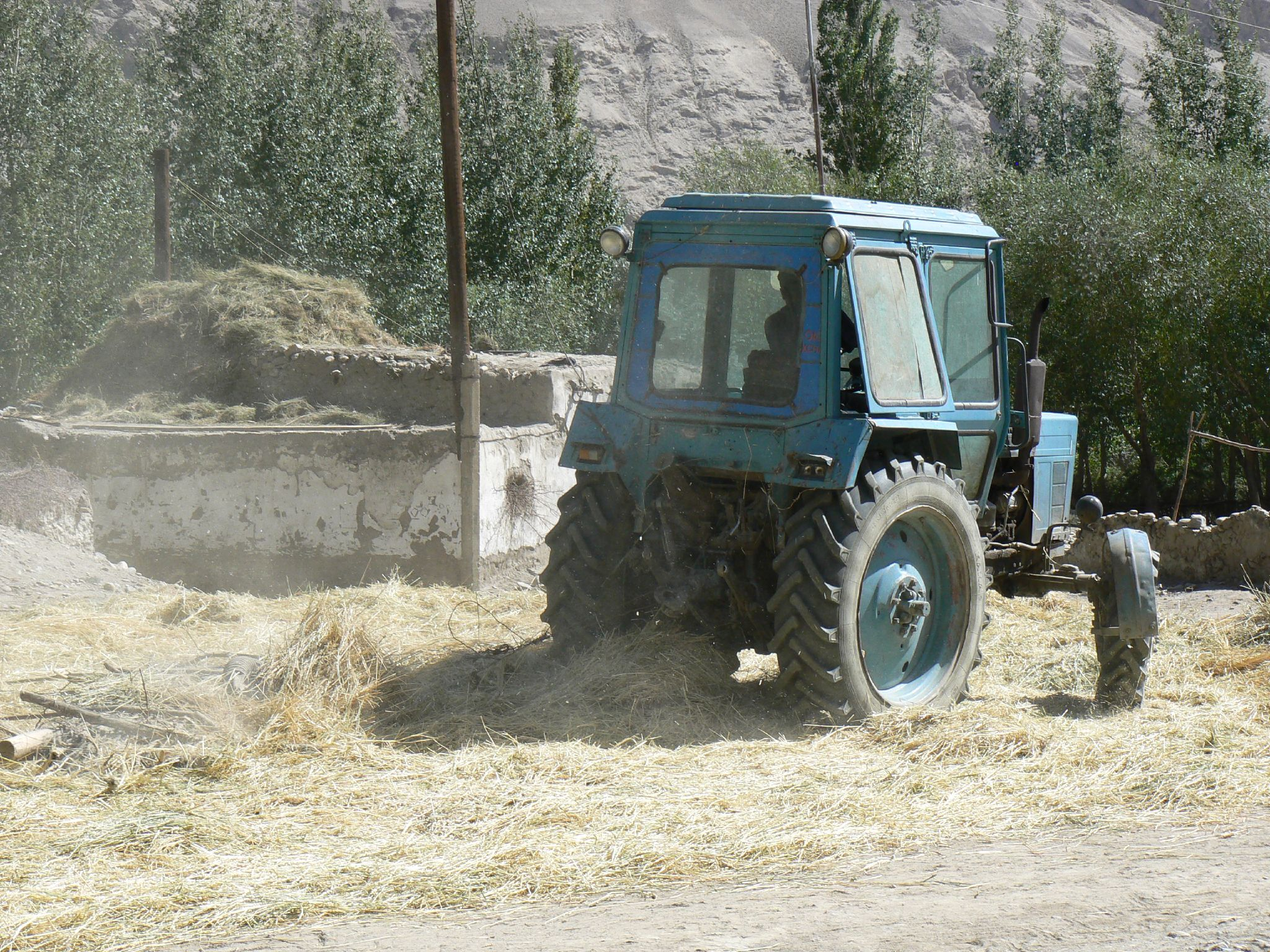
Một máy kéo Belarus ở Tajikistan

Tajikistan là một đất nước có tỉ trọng nông nghiệp cao, với hơn 70% dân số ở nông thôn và nông nghiệp chiếm 60% việc làm và khoảng 30% GDP. Tajikistan có thu nhập bình quân đầu người thấp: trong thời Xô Viết (1990) Tajikistan là nước cộng hòa nghèo nhất với 45% dân số sống trong thu nhập thấp nhất (Uzbekistan là nước nghèo nhất tiếp theo trong bảng xếp hạng của Liên Xô, có 20% dân số trong nhóm thu nhập thấp nhất). Năm 2006 Tajikistan vẫn có thu nhập bình quân đầu người thấp nhất trong số các nước thuộc Cộng đồng các Quốc gia Độc lập (CIS): 1.410 đô la (tương đương sức mua tương đương PPP) so với gần 12.000 đô la với Nga. Thu nhập thấp và tiểu sử tỉ trọng nông nghiệp cao đã chứng minh và thúc đẩy những nỗ lực cải cách nông nghiệp từ năm 1991 với hy vọng cải thiện đời sống của người dân.

## Sản xuất nông nghiệp
Sau nhiều thập kỷ tăng trưởng nông nghiệp ổn định trong thời kỳ Xô Viết, với khối lượng sản lượng nông nghiệp gấp ba lần giữa năm 1960 và 1988, Tajikistan độc lập, tương tự như hầu hết các nước trong CIS, đã trải qua một sự suy giảm tuột dốc trong thời kỳ quá độ như là chỉ số tổng sản lượng nông nghiệp (GAO) giảm 55 % giữa 1991 và 1997. Sản xuất nông nghiệp đã cho thấy sự phục hồi đáng kể từ năm 1997 và hiện nay GAO gần như trở lại mức 1991 sau khi tăng hơn gấp đôi so với mức thấp nhất vào năm 1997.
Bông và lúa mì là hai loại cây trồng thương phẩm chính ở Tajikistan, canh tác trên gần 70% diện tích trồng trọt (30% với bông, 36% với lúa mì, 9% với ngũ cốc khác). Sợi bông là hàng hóa xuất khẩu nông nghiệp hàng đầu của Tajikistan, đóng góp 16% tổng kim ngạch xuất khẩu (đứng thứ hai sau nhôm, chiếm tới 60% kim ngạch xuất khẩu của cả nước). Bông đòi hỏi nhiệt độ cao và tưới tiêu nhiều và nó chủ yếu được trồng trong các thung lũng sông nóng: Thung lũng Ferghana trên sông Syr Darya ở phía Bắc Tajikistan (tỉnh Sughd), các thung lũng sông Lower Kofarnihon và Vakhsh ở phía tây nam Khatlon, sông Kyzylsu và thung lũng Panj phía đông nam Khatlon, và Thung lũng Gissar trải dài về phía tây Dushanbe đến biên giới với Uzbekistan xung quanh dòng sông Kofarnihon. Tỉnh Khatlon là vùng trồng bông chính ở Tajikistan, đóng góp 60% lượng bông thu hoạch; Thung lũng Ferghana ở phía bắc của tỉnh Sughd đóng góp 30% và Thung lũng Gissar (thuộc Khu vực thuộc Republican Subordination) với 10%.  Phần Tajik của Thung lũng sông Zeravshan ở phía nam của tỉnh Sughd quá lạnh để trồng bông, chỉ phát triển xa hơn về phía tây trong phần Uzbek của thung lũng gần Bukhara. Việc tưới tiêu nhiều bông ở thung lũng Tajikistan làm giảm lưu lượng của hai con sông lớn cho biển Aral: Syr Darya trong Thung lũng Ferghana ở phía bắc và Amu Darya dọc theo biên giới phía nam với Afghanistan, từ đó biển Aral phụ thuộc vào các nhánh của nó là Kofarnihon, sông Vakhsh và sông Kyzylsu. "Vàng trắng" (bông) của Tajikistan, cũng như với Turkmenistan và Uzbekistan, cũng có thể đã góp phần làm khô cạn rất nhiều ở biển Aral trong thời Xô Viết và sau đó.
Lúa mì và đại mạch được trồng ở các khu vực có mưa, chủ yếu ở các vùng đồng bằng phía nam của tỉnh Khatlon. Lúa nước, mặt khác, được trồng ở các thung lũng sông, nơi có thể dễ dàng tạo ra các ruộng lúa bằng cách làm ngập. Nơi sản xuất gạo chính ở Tajikistan là tỉnh Sughd. 44% thu hoạch gạo đến từ các thung lũng Zeravshan và Fergana ở Sughd; 36% khác được sản xuất ở vùng đất thấp Khatlon được tưới tiêu nhiều và 20% còn lại đến từ Thung lũng Gissar, được tưới bằng sông Kofarnihon. Các loại cây trồng khác bao gồm khoai tây, rau và dưa, được trồng trên toàn quốc. Phía bắc của đất nước sản xuất mơ, lê, mận hậu, táo tây, anh đào, lựu, sung và quả kiên. Trái cây tươi được tiêu thụ tại địa phương, trong khi hoa quả khô là một mặt hàng xuất khẩu truyền thống của Tajikistan (chiếm hơn 1% tổng kim ngạch xuất khẩu năm 2005, với Nga là điểm đến chính).
Động vật nuôi ở Tajikistan bao gồm (theo thứ tự giảm dần tầm quan trọng): gà, bò nhà, cừu, dê và ngựa. Thịt bò, thịt cừu và thịt gia cầm là những sản phẩm thịt quan trọng nhất; sữa bò, sữa dê, pho mát và len cũng rất quan trọng. Sản xuất tơ lụa vẫn tồn tại, nhưng vẫn là một ngành công nghiệp tương đối nhỏ.

## Tài nguyên đất
Chỉ 28% lãnh thổ Tajikistan trong 14,3 triệu ha là đất nông nghiệp. Trong tổng diện tích đất nông nghiệp (4,1 triệu ha năm 2006), 21% là đất canh tác, 3% là trồng cây lâu năm (vườn cây ăn quả và vườn nho) và 76% là đồng cỏ.
Ngành nông nghiệp ở Tajikistan phụ thuộc nhiều vào thủy lợi. Diện tích tưới được tăng đều đặn trong thời kỳ Xô Viết từ 300.000 ha năm 1950 lên 714.000 ha vào năm 1990 vào trước lúc độc lập. Đã có ít sự mở rộng tưới tiêu sau năm 1990, và diện tích tưới tiêu năm 2006 là 724.000 ha. Gần 70% đất canh tác được tưới tiêu.
Các hệ thống thủy lợi của Tajikistan bao gồm 737.700 ha đất, trong đó 300.000 ha là khu vực tưới tiêu máy. Chúng được chia thành bốn loại theo thiết bị kỹ thuật:
1. Hệ thống thủy lợi hiện đại (282.000 ha),
2. Hệ thống tưới tiêu với các kênh chính không có lớp phủ chống lọc và thiếu các công trình thủy lợi (202.000 ha),
3. Mạng lưới phục hồi và các kênh chính lớn (200.000 ha),
4. Hệ thống thủy lợi không được trang bị đầy đủ (53.700 ha).
Các trạm bơm phục vụ 40% diện tích tưới tiêu, 64% trong số đó là ở tỉnh Sughd. Ước tính khoảng 20% diện tích đất được tưới ở Tajikistan bị thiếu nước do quy luật dòng chảy của sông kém. Trong khu vực Istravshan (30.000 ha), chỉ đáp ứng được 55% nhu cầu nước. Trong lưu vực Kyzyl-Su – Yah-Su ở Kulob (60.000 ha) chỉ nhận được 65% lượng nước cần thiết. Tình trạng tương tự chiếm ưu thế với 12.000 ha đất ở Hisor. Kỹ thuật tưới tiêu nông nghiệp vẫn không thay đổi trong vài năm qua và được thực hiện chủ yếu qua các rãnh. Trước năm 1990, chỉ có 3.500 ha đất được cấp nước thông qua các đường ống linh hoạt để đưa vào rãnh và tưới nước mưa được sử dụng cho 296 ha. Giới thiệu các công nghệ mới (tưới mưa, tưới thấm, tưới nhỏ giọt) sẽ nhân tỷ lệ tiết kiệm nước từ 2 đến 3 lần.[5]

## Thay đổi cấu trúc trang trại
Cho đến năm 1991, nông nghiệp ở Tajikistan (sau đó là Cộng hòa Xã hội chủ nghĩa Xô viết Tajikistan), được tổ chức trong một hệ thống kép, trong đó các trang trại tập thể và nhà nước quy mô lớn cùng tồn tại trong một mối quan hệ cộng sinh. Quá trình chuyển đổi sang nền kinh tế thị trường bắt đầu ở Tajikistan độc lập sau năm 1992 đã dẫn đến việc tạo ra một loại trang trại nông dân cỡ trung mới, được gọi là trang trại dehkan (tiếng Tajik: хоҷагиҳои деҳқонӣ (фермерӣ), tiếng Nga: дехканские (фермерские) хозяйства), giữa các hộ gia đình nhỏ và các doanh nghiệp trang trại lớn. Tính đến năm 2006, khoảng 25.000 trang trại nông dân kiểm soát 60% diện tích đất canh tác, hoặc 530.000 ha (40% còn lại được phân chia đều giữa các hộ gia đình và doanh nghiệp nông nghiệp). Tuy nhiên, hiệu quả của các trang trại nông dân là tương đối thấp vì chúng chỉ chiếm 34% giá trị sản xuất cây trồng trong năm 2006, trong khi các lô đất hộ gia đình có dưới 20% diện tích đất canh tác chiếm 45% giá trị của tất cả các loại cây trồng. Tuy nhiên, các trang trại nông dân đã thu hoạch được 50% lượng ngũ cốc và gần 60% bông trong năm 2006. Các hộ gia đình là một lực lượng chiếm ưu thế không có đối thủ trong ngành chăn nuôi, với 89% gia súc và 94% bò. Họ tương ứng chiếm tới 90% giá trị sản xuất chăn nuôi trong năm 2006. Các doanh nghiệp nông nghiệp lớn thống trị nông nghiệp trong thời kỳ Xô Viết có tầm quan trọng không đáng kể ngày nay.

## Những phát triển gần đây
Vào tháng 11 năm 2004, Phó Thủ tướng Qozidavlat Qoimdodov đã lưu ý rằng tăng trưởng kinh tế và nâng cao chất lượng sản lượng nông nghiệp là những thành phần chính của chính sách quốc gia Tajikistan. Theo ông, các trang trại dehqan (đơn vị canh tác) đã được thiết lập ở tất cả các huyện của nước cộng hòa và 75.000 ha đất đã được phân phối cho nông dân theo chế độ của ông.
Vào tháng 3 năm 2008, Quỹ Tiền tệ Quốc tế (IMF) đã thông báo rằng Tajikistan đã rút ra từ năm 2004 đến 2006 hơn 47 triệu đô la Mỹ từ Cơ sở Tăng trưởng và Giảm nghèo dựa trên thông tin không chính xác về nợ chính phủ và dự trữ Ngân hàng Quốc gia. Ngân hàng Quốc gia Tajikistan đã đảm bảo các khoản vay cho ngành bông, do đó làm tăng các nghĩa vụ của chính phủ mà không nói với IMF. IMF đã yêu cầu nước này trả lại số tiền này trong sáu đợt trả góp hàng tháng trong giai đoạn 2008-2009, trong khi thực hiện hành động để cải thiện và tăng cường giám sát dữ liệu được báo cáo cho Quỹ. BBC báo cáo một nguồn IMF mô tả đây là một trong những trường hợp xấu nhất của việc báo cáo sai cho Quỹ.
Vào tháng 11 năm 2011, Chính phủ Nhật Bản đã hỗ trợ tăng cường ngành nông nghiệp và giáo dục ở phía bắc tỉnh Sughd, Tajikistan. Dự án được báo cáo thực hiện theo khuôn khổ Hỗ trợ tài trợ của Nhật Bản cho các dự án an ninh con người cơ sở (GGP) với số tiền 113.539 đô la Mỹ.